# Balázs Márton (néprajzkutató)
Balázs Márton (Szilágysomlyó, 1867. szeptember 22. – Sepsiszentgyörgy, 1948. július 25.) magyar néprajzi és népköltészeti gyűjtő.

## Életútja, munkássága
1893-tól Kézdivásárhelyen polgári iskolai tanító, majd igazgató. 1937-től Sepsiszentgyörgyön élt. Néprajzi szaktanulmányait a budapesti Ethnographia (Szilágysági néprajzi adalékok. 1891) és a Székely Nemzeti Múzeum Értesítője (A háromszékmegyei húsvéti írott tojásokról és népszokásokról. 1902) közölte. Malonyay Dezső A magyar nép művészete (Budapest, 1909) c. művének munkatársa; a mű II. kötetében ő írta a háromszéki népviseletről és népszokásokról szóló részeket. A Kézdivásárhely környékén 1894 és 1905 között gyűjtött népszokások, hiedelmek és népköltési adalékok százait évtizedek múlva rendezte sajtó alá (Adatok Háromszék vármegye néprajzához. Sepsiszentgyörgy 1942). Bevezetőjében a háromszéki tanítók és tanulók segítségével létrehozott, több mint 6000 darabot felölelő tárgyi néprajzi gyűjteményéről tájékoztat; anyagát a sepsiszentgyörgyi és kézdivásárhelyi múzeumok között osztotta szét.